# Meilleur joueur de la NFL par l'Associated Press (MVP)
Le prix du joueur le plus remarquable de la NFL (MVP) est remis, chaque année depuis la saison 1957, par Associated Press (AP) à un joueur de la National Football League (NFL) ayant été "le plus utile" au cours de la saison régulière.  
Bien qu'il y ait eu de nombreux prix de NFL MVP décernés dans le passé, actuellement, celui présenté par l'AP est considéré de facto comme le prix officiel et le plus prestigieux,. Depuis 2011, la NFL organise la cérémonie annuelle des récompenses de la NFL au cours de laquelle elle met en avant le vainqueur du prix du meilleur joueur de l'année. Elle y remet également d'autres prix AP tels que les meilleur joueur offensif NFL de l'année et le meilleur joueur défensif NFL de l'année. 
L'actuel MVP de la NFL est Josh Allen, quarterback des Bills de Buffalo, lauréat pour la première fois du trophée au terme de la saison régulière de l’année 2024 en NFL.
Le prix est attribué à la suite d'un vote effectué par un panel de 50 journalistes sportifs entre la fin de la saison régulière et le début des séries éliminatoires. Le résultat n'est annoncé au public que la veille du Super Bowl. Les journalistes sportifs choisis suivent régulièrement la NFL et restent généralement cohérents d’une année à l’autre. Ils sont choisis en fonction de leur expertise et sont indépendants de la Ligue elle-même. Les électeurs pour le prix incluent Troy Aikman de Fox Sports; Cris Collinsworth, Tony Dungy de NBC Sports et Herm Edwards d'ESPN. Seuls 2 joueurs ont été élus à l'unanimité (50 voix sur les 50 possibles): Tom Brady (saison 2010) et Lamar Jackson (saison 2019).
Les électeurs ayant tendance à préférer les joueurs offensifs,, l'attribution est largement dominée par ceux-ci. Parmi les 57 vainqueurs, 54 ont joué à une position offensive: 38 au poste de quarterback et 16 au poste de running back. Deux joueurs défensifs ont remporté le prix : Alan Page en 1971 en tant que defensive tackle et Lawrence Taylor en 1986 en tant que linebacker. Le seul joueur des équipes spéciales à avoir été élu NFL MVP est le kicker Mark Moseley, vainqueur en 1982.
Trois joueurs ont remporté au cours de la même saison le trophée et la finale du championnat de la NFL (avant 1966). Dix joueurs ont remporté au cours de la même saison le trophée et le Super Bowl : Bart Starr en 1966, Terry Bradshaw en 1978, Mark Moseley en 1982, Lawrence Taylor en 1986, Joe Montana en 1989, Emmitt Smith en 1993, Steve Young en 1994, Brett Favre en 1996 Terrell Davis en 1998 et Kurt Warner en 1999. Cependant, depuis Kurt Warner en 1999, plus aucun NFL MVP n'a remporté le Super Bowl puisque les neuf récipiendaires qui y participaient ont été battus. Il n'en fallait pas plus pour que l'on parle d'une "malédiction" empêchant l'équipe du NFL MVP de remporter le Super Bowl au cours de la même saison,.

## Divergences
L'AP a décerné un prix reconnaissant le meilleur joueur de la NFL depuis la saison 1957, même si les récipiendaires d'avant 1961 sont référencés dans le livre officiel des records et des événements de la NFL comme vainqueurs du prix du "meilleur joueur exceptionnel NFL décerné par l'AP" (NFL Most Outstanding Player Award) , et si le vainqueur de la saison 1962 y est référencé comme "joueur de l'année par l'AP",.
L'Associated Press considère que la saison 1961 est celle au terme de laquelle elle a décerné son premier trophée NFL MVP,,. 
Il existe donc de nombreuses divergences dans les sources concernant chacune des quatre premiers trophées, celles-ci les incluant ou pas dans la liste globale des gagnants du MVP. 
Parmi ces divergences, on constate que les gagnants de 1958 (Jim Brown ou Gino Marchetti), de 1959 (Johnny Unitas ou Charlie Conerly) et de 1960 (Norm Van Brocklin seul ou à égalité avec Joe Schmidt) varient en fonction des sources.

## Les vainqueurs

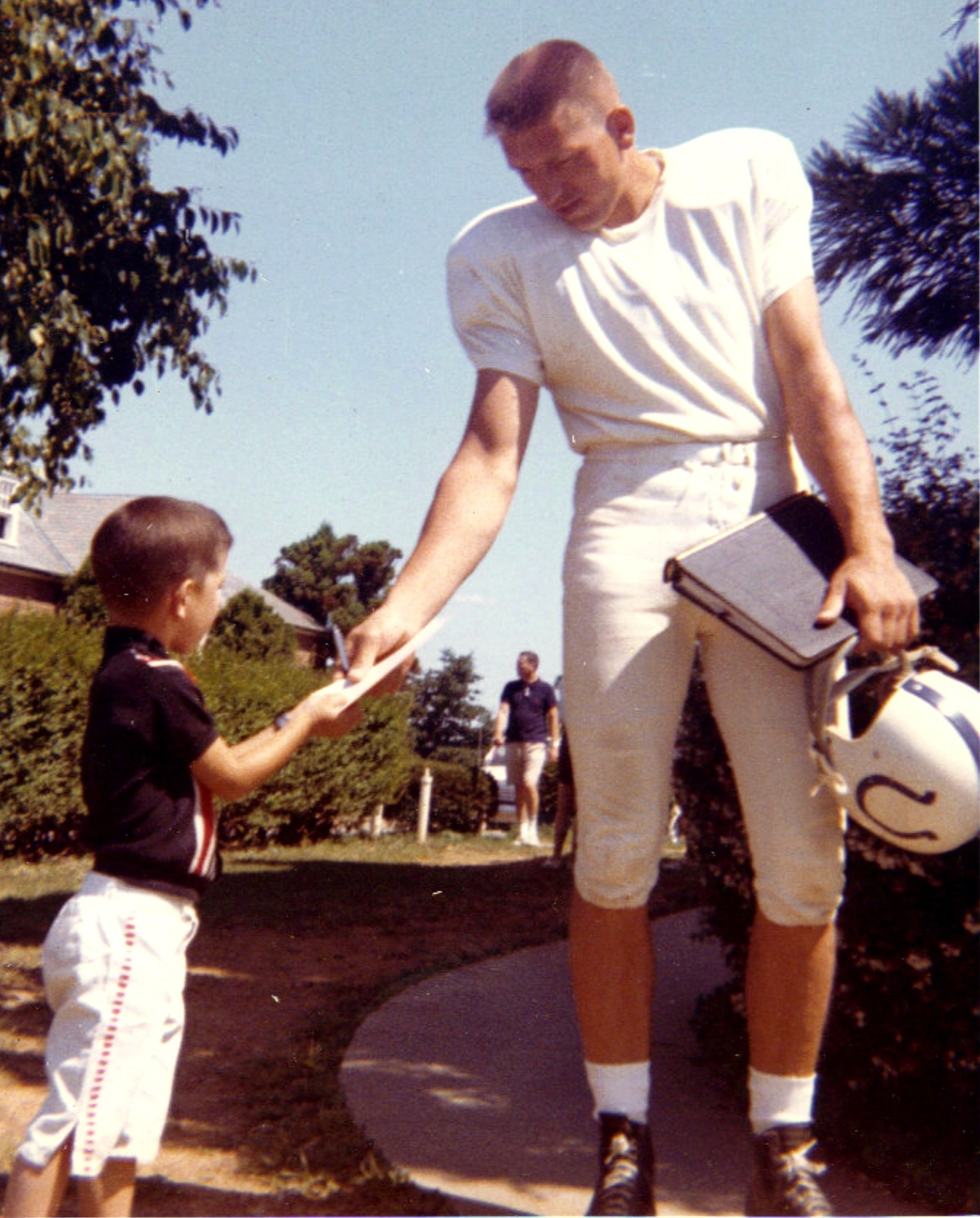
Johnny Unitas a gagné trois prix AP NFL MVP comme quarterback des Colts de Baltimore.

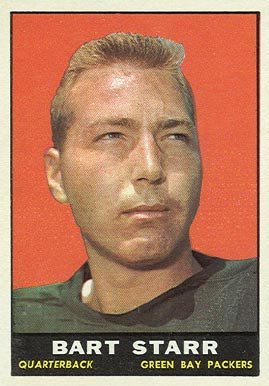
Le quarterback Bart Starr reçoit la récompense en 1966 après 2,257 yards à la passe et 14 touchdowns et conduisant les Packers de Green Bay au Super Bowl I.

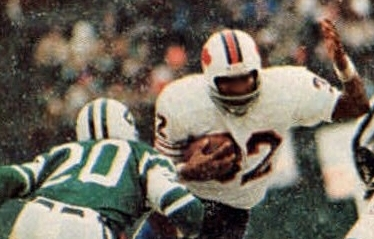
Le running back O. J. Simpson devient le premier joueur à courir 2,000 yards en une saison et gagne le titre MVP 1973 avec les Bills de Buffalo.

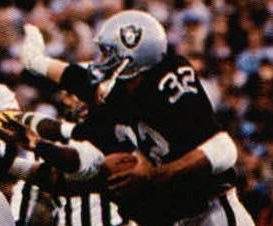
Le running back Marcus Allen établit le record NFL avec 2,314 yards en 1985 pour les Raiders de Los Angeles.

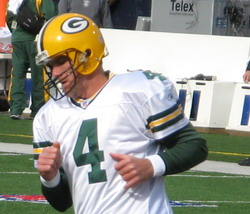
Le quarterback Brett Favre trois titres MVP de suite de 1995 à 1997 avec les Packers de Green Bay.

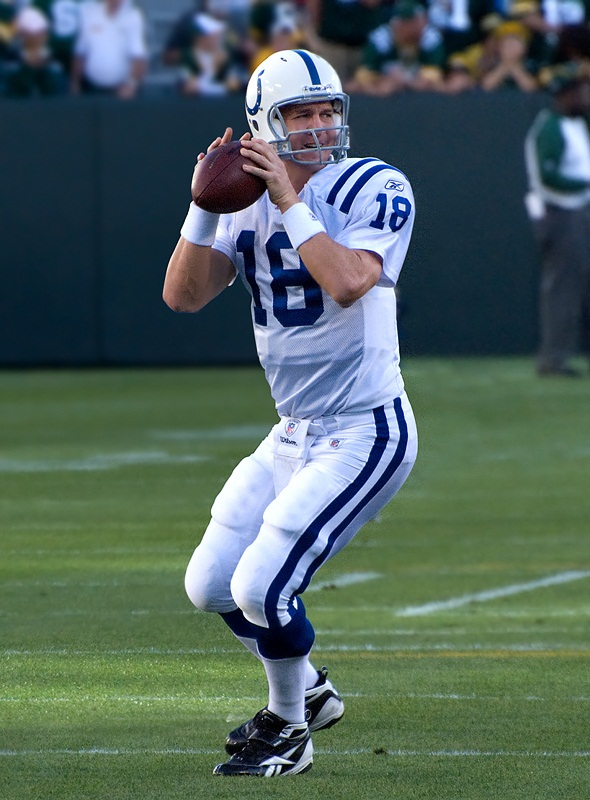
Le quarterback Peyton Manning l'a remporté à quatre reprises avec les Colts d'Indianapolis et une autre fois avec les Broncos de Denver

| Saison | Joueur                        | Position                    | Équipe                                  | Réf(s) |
| ------ | ----------------------------- | --------------------------- | --------------------------------------- | ------ |
| 1957   | Jim Brown                     | Running back                | Browns de Cleveland                     | ,      |
| 1957   | non attribué/prix différent   | non attribué/prix différent | non attribué/prix différent             | [ 17 ] |
| 1958   | Jim Brown (2)                 | Running back                | Browns de Cleveland                     | ,      |
| 1958   | Gino Marchetti                | Defensive end               | Colts de Baltimore                      | [ 26 ] |
| 1959   | Johnny Unitas                 | Quarterback                 | Colts de Baltimore                      | ,      |
| 1959   | Charlie Conerly               | Quarterback                 | Giants de New York                      | ,      |
| 1960   | Norm Van Brocklin             | Quarterback                 | Eagles de Philadelphie                  | ,      |
| 1960   | Norm Van Brocklin Joe Schmidt | Quarterback Linebacker      | Eagles de Philadelphie Lions de Détroit | ,      |
| 1962   | Jim Taylor                    | Running back                | Packers de Green Bay                    | [ 16 ] |

| Saison | Joueur                        | Position                 | Équipe                                   | Réf(s) |
| ------ | ----------------------------- | ------------------------ | ---------------------------------------- | ------ |
| 1961   | Paul Hornung                  | Running back             | Packers de Green Bay                     | [ 29 ] |
| 1963   | Y. A. Tittle                  | Quarterback              | Giants de New York                       | [ 30 ] |
| 1964   | Johnny Unitas (2)             | Quarterback              | Colts de Baltimore                       | [ 31 ] |
| 1965   | Jim Brown (3)                 | Running back             | Browns de Cleveland                      | [ 32 ] |
| 1966   | Bart Starr                    | Quarterback              | Packers de Green Bay                     | [ 19 ] |
| 1967   | Johnny Unitas (3)             | Quarterback              | Colts de Baltimore                       | [ 33 ] |
| 1968   | Earl Morrall                  | Quarterback              | Colts de Baltimore                       | [ 34 ] |
| 1969   | Roman Gabriel (en)            | Quarterback              | Rams de Los Angeles                      | [ 35 ] |
| 1970   | John Brodie                   | Quarterback              | 49ers de San Francisco                   | [ 36 ] |
| 1971   | Alan Page                     | Defensive tackle         | Vikings du Minnesota                     | [ 37 ] |
| 1972   | Larry Brown                   | Running back             | Redskins de Washington                   | [ 38 ] |
| 1973   | O. J. Simpson                 | Running back             | Bills de Buffalo                         | [ 20 ] |
| 1974   | Ken Stabler                   | Quarterback              | Raiders d'Oakland                        | [ 39 ] |
| 1975   | Fran Tarkenton                | Quarterback              | Vikings du Minnesota                     | [ 40 ] |
| 1976   | Bert Jones (en)               | Quarterback              | Colts de Baltimore                       | [ 41 ] |
| 1977   | Walter Payton                 | Running back             | Bears de Chicago                         | [ 42 ] |
| 1978   | Terry Bradshaw                | Quarterback              | Steelers de Pittsburgh                   | [ 43 ] |
| 1979   | Earl Campbell                 | Running back             | Oilers de Houston                        | [ 44 ] |
| 1980   | Brian Sipe (en)               | Quarterback              | Browns de Cleveland                      | [ 45 ] |
| 1981   | Ken Anderson                  | Quarterback              | Bengals de Cincinnati                    | [ 46 ] |
| 1982   | Mark Moseley (en)             | Placekicker              | Redskins de Washington                   | [ 47 ] |
| 1983   | Joe Theismann                 | Quarterback              | Redskins de Washington                   | [ 48 ] |
| 1984   | Dan Marino                    | Quarterback              | Dolphins de Miami                        | [ 49 ] |
| 1985   | Marcus Allen                  | Running back             | Raiders de Los Angeles                   | [ 21 ] |
| 1986   | Lawrence Taylor               | Linebacker               | Giants de New York                       | [ 50 ] |
| 1987   | John Elway                    | Quarterback              | Broncos de Denver                        | [ 51 ] |
| 1988   | Boomer Esiason                | Quarterback              | Bengals de Cincinnati                    | [ 52 ] |
| 1989   | Joe Montana                   | Quarterback              | 49ers de San Francisco                   | [ 53 ] |
| 1990   | Joe Montana (2)               | Quarterback              | 49ers de San Francisco                   | [ 54 ] |
| 1991   | Thurman Thomas                | Running back             | Bills de Buffalo                         | [ 55 ] |
| 1992   | Steve Young                   | Quarterback              | 49ers de San Francisco                   | [ 56 ] |
| 1993   | Emmitt Smith                  | Running back             | Cowboys de Dallas                        | [ 57 ] |
| 1994   | Steve Young (2)               | Quarterback              | 49ers de San Francisco                   | [ 58 ] |
| 1995   | Brett Favre                   | Quarterback              | Packers de Green Bay                     | [ 59 ] |
| 1996   | Brett Favre (2)               | Quarterback              | Packers de Green Bay                     | [ 60 ] |
| 1997   | Brett Favre (3) Barry Sanders | Quarterback Running back | Packers de Green Bay Lions de Détroit    | [ 28 ] |
| 1998   | Terrell Davis                 | Running back             | Broncos de Denver                        | [ 61 ] |
| 1999   | Kurt Warner                   | Quarterback              | Rams de St. Louis                        | [ 62 ] |
| 2000   | Marshall Faulk                | Running back             | Rams de St. Louis                        | [ 63 ] |
| 2001   | Kurt Warner (2)               | Quarterback              | Rams de St. Louis                        | [ 64 ] |
| 2002   | Rich Gannon                   | Quarterback              | Raiders d'Oakland                        | [ 65 ] |
| 2003   | Peyton Manning Steve McNair   | Quarterback Quarterback  | Colts d'Indianapolis Titans du Tennessee | [ 66 ] |
| 2004   | Peyton Manning (2)            | Quarterback              | Colts d'Indianapolis                     | [ 67 ] |
| 2005   | Shaun Alexander               | Running back             | Seahawks de Seattle                      | [ 68 ] |
| 2006   | LaDainian Tomlinson           | Running back             | Chargers de San Diego                    | [ 69 ] |
| 2007   | Tom Brady                     | Quarterback              | Patriots de la Nouvelle-Angleterre       | [ 70 ] |
| 2008   | Peyton Manning (3)            | Quarterback              | Colts d'Indianapolis                     | [ 71 ] |
| 2009   | Peyton Manning (4)            | Quarterback              | Colts d'Indianapolis                     | [ 72 ] |
| 2010   | Tom Brady (2)                 | Quarterback              | Patriots de la Nouvelle-Angleterre       | [ 5 ]  |
| 2011   | Aaron Rodgers                 | Quarterback              | Packers de Green Bay                     | [ 73 ] |
| 2012   | Adrian Peterson               | Running back             | Vikings du Minnesota                     | [ 74 ] |
| 2013   | Peyton Manning (5)            | Quarterback              | Broncos de Denver                        | [ 75 ] |
| 2014   | Aaron Rodgers (2)             | Quarterback              | Packers de Green Bay                     | [ 76 ] |
| 2015   | Cam Newton                    | Quarterback              | Panthers de la Caroline                  | [ 77 ] |
| 2016   | Matt Ryan                     | Quarterback              | Falcons d'Atlanta                        | [ 78 ] |
| 2017   | Tom Brady (3)                 | Quarterback              | Patriots de la Nouvelle-Angleterre       | [ 79 ] |
| 2018   | Patrick Mahomes               | Quarterback              | Chiefs de Kansas City                    | [ 80 ] |
| 2019   | Lamar Jackson                 | Quarterback              | Ravens de Baltimore                      | [ 81 ] |
| 2020   | Aaron Rodgers (3)             | Quarterback              | Packers de Green Bay                     | [ 82 ] |
| 2021   | Aaron Rodgers (4)             | Quarterback              | Packers de Green Bay                     | [ 83 ] |
| 2022   | Patrick Mahomes (2)           | Quarterback              | Chiefs de Kansas City                    | [ 84 ] |
| 2023   | Lamar Jackson (2)             | Quarterback              | Ravens de Baltimore                      | [ 85 ] |
| 2024   | Josh Allen                    | Quarterback              | Bills de Buffalo                         | 86     |

## Multiples récipiendaires
| Nbr.          | Joueur                             | Équipe(s)              | Saisons                  | Année d'intronisation au Pro Football Hall of Fame |
| ------------- | ---------------------------------- | ---------------------- | ------------------------ | -------------------------------------------------- |
| 5             | Peyton Manning                     | Colts d'Indianapolis   | 2003, 2004, 2008 et 2009 | 2021                                               |
| 5             | Peyton Manning                     | Broncos de Denver      | 2013                     | 2021                                               |
| 4             | Aaron Rodgers                      | Packers de Green Bay   | 2011, 2014, 2020 et 2021 | Toujours actif                                     |
| 3             | Jim Brown                          | Browns de Cleveland    | 1957, 1958 et 1965       | 1971                                               |
| Johnny Unitas | Colts de Baltimore                 | 1959, 1964 et 1967     | 1979                     |                                                    |
| Brett Favre   | Packers de Green Bay               | 1995, 1996 et 1997     | 2016                     |                                                    |
| Tom Brady     | Patriots de la Nouvelle-Angleterre | 2007, 2010 et 2017     | Terminé                  |                                                    |
| 2             | Joe Montana                        | 49ers de San Francisco | 1989 et 1990             | 2000                                               |
| 2             | Steve Young                        | 49ers de San Francisco | 1992 et 1994             | 2005                                               |
| 2             | Kurt Warner                        | Rams de Saint-Louis    | 1999 et 2001             | 2017                                               |
| 2             | Patrick Mahomes                    | Chiefs de Kansas City  | 2018 et 2022             | Toujours actif                                     |
| 2             | Lamar Jackson                      | Ravens de Baltimore    | 2019 et 2023             | Toujours actif                                     |

### Sites connexes
- Trophées du meilleur joueur de la NFL (MVP)
- Meilleur joueur de la NFL par PFWA (MVP)
- Meilleur joueur offensif de l'année
- Meilleur joueur défensif de l'année
- NFL Honors
- Rookie NFL de l'année
- Meilleur revenant de l'année de l'Associated Press.
- Walter Payton Man of the Year Award.
- FedEx Air & Ground NFL Players